# Sălceni (okręg Vaslui)
Sălceni – wieś w Rumunii, w okręgu Vaslui, w gminie Pochidia. W 2011 roku liczyła 951 mieszkańców.